# Герб Пісків (Золочівський район)
Герб Пісків — офіційний символ села Піски, Золочівського району Львівської області, затверджений 21 липня 2006 року рішенням сесії Лешнівської сільської ради.
Автор — А. Гречило.

## Опис
У золотому полі синій стовп, через який перестрибує червоний заєць.

## Зміст
Золоте поле вказує на назву села та його розміщення на піщаних ґрунтах, синя смуга символізує річку Слонівку, а заєць уособлює місцеві природні багатства.